# Carl Evald Enequist
Carl Evald Enequist, född 13 september 1862 i Klinte socken på Gotland, död 20 augusti 1900 i Stockholm, var en svensk möbelarkitekt och grafiker
Han var son till tullinspektören Lars Johan Enequist och Charlotta Johanna Berggren.
Enequist studerade vid Konstakademien i Stockholm 1891–1893 och vid akademiens etsningsskola för Axel Tallberg 1899–1900. Han utförde huvudsakligen etsningar efter gamla mästares målningar. I Stockholm etablerade han en ateljé för konstindustriella mönster och möbelmodeller. Enequist är representerad vid Nationalmuseum med ett par etsningar. Han är begravd på Norra begravningsplatsen utanför Stockholm. 